# Vallée de l'Ostriconi
Vallée de l'Ostriconi est le nom du site naturel classé sur la commune de Palasca.

## Situation
Le site naturel classé de la Vallée de l'Ostriconi occupe la basse vallée de l'Ostriconi – commune de Palasca en Haute-Corse.
Il se situe au Sud-ouest du Désert des Agriates auquel il appartient et qui est un site naturel inscrit couvrant 5 696 ha, propriété du Conservatoire du Littoral.
D'une superficie de 71 ha, il est morcelé en plusieurs parcelles acquises le Conservatoire du Littoral, allant de l'étang de Cannuta en amont, jusqu'à la mer, comprenant également deux portions de l'ancienne route longeant la Guardiola colline dominant la plage.
Cet espace naturel, côtier et lacustre à la fois, d'un grand intérêt biologique et paysager, est composé de :

### L'étang de Cannuta
L'étang de Cannuta est situé à l'Est du site, au Nord de la Balanina au niveau du domaine de l'Ostriconi. Il est alimenté par le ruisseau de Campotile qui prend le nom de ruisseau de Grotelle dans la traversée de l'étang. Son exutoire est le ruisseau de Vadellare, affluent de l'Ostriconi. Ses eaux sont douces mais stagnantes ; ses bords sont ceinturés de végétation.
Ses coordonnées sont : 42° 39′ 08″ N, 9° 04′ 59″ E.
Il est d'un grand intérêt pour les plantes, reptiles et amphibiens qu'on y trouve.
Par ailleurs, par arrêté préfectoral de Biotope du 29 avril 1992, il est déclaré à l'Inventaire national du patrimoine naturel où il est repris sous la fiche Etang de Cannuta (FR3800143). Il abrite un grand nombre d'espèces d'oiseaux protégés (passereaux, échassiers, rapaces diurnes, nocturnes, etc.) dont certains nicheurs.

### L'étang de Foce
L'étang de Foce est situé à l'Ouest du site, dominé encore par la portion de l'ancienne route longeant la Guardiola - colline dominant la plage, et qui desservait la piève de Canale. Cette route qui a été remplacée dans les années 1980 par la Balanina, offre un point de vue remarquable sur le site : la rivière, son embouchure, l'étang de Foce, la plage d'Ostriconi, les dunes, i magazzini, anciens entrepôts ruinés au nord de la plage, et le début du Désert des Agriates.
Il est alimenté par la rivière Ostriconi, ses eaux sont douces mais stagnantes ; ses bords sont ceinturés de végétation.
Ses coordonnées sont : 42° 39′ 51″ N, 9° 04′ 01″ E.
Il est déclaré à l'Inventaire national du patrimoine naturel où il est repris sous la fiche Etang de Foce et dunes de l'Ostriconi (FR3800142), par arrêté préfectoral de Biotope du 29 avril 1992. Il abrite un grand nombre d'espèces d'oiseaux protégés (passereaux, échassiers, rapaces diurnes, nocturnes, etc.) dont certains nicheurs.

### Dunes de l'Ostriconi
Le site de l'Ostriconi présente une large bande de plage à l'embouchure de l'Ostriconi. Ce sable est blanc, fin. Les forts vents d'Ouest dominants balayent la plage, créant des dunes côtières, emportant le sable jusqu'aux flancs de Punta Liatoggiu (222 mètres). L'endroit est très prisé des estivants.
Localisation : Centroïde calculé : 42° 39′ 33″ N, 9° 03′ 55″ O
Les dunes font l'objet de la fiche ZNIEFF940004143 - Dunes, plages et zones humides de l'Ostriconi 1re génération, validée en 1996.
L'ensemble des dunes, plages et zones humides de l'Ostriconi sont reprises à l'Inventaire national du patrimoine naturel en tant que ZNIEFF (Zone Naturelle d'Intérêt Écologique, Faunistique et Floristique) de type I.
Batraciens, mammifères, oiseaux, Conifères, Dicotylédones, Monocotylédones, aucune prospection.

## Gestion
L'espace appartient au Conservatoire de l'espace littoral et des rivages lacustres. Il est géré par l'Office de l'Environnement de la Corse (OEC) de la Collectivité territoriale de Corse, avec la participation du département de la Haute-Corse, comme pour tous les autres sites du Conservatoire du Littoral.
Il est ouvert au public et est très fréquenté en période touristique, ce qui en fait un territoire sensible.
L'espace peut être parcouru à pied. Une passerelle existe pour franchir l'étang de Foce. Il permet d'apprécier une végétation endémique dense et variée ainsi que de nombreuses espèces végétales et animales protégées par le Conservatoire du Littoral.

## Accès
On arrive jusqu'à la Vallée de l'Ostriconi par la Balanina qui relie Ponte-Leccia (Morosaglia) à Calvi. L'accès au site même ne se fait qu'à pied. Aucune aire de stationnement n'a été créée.

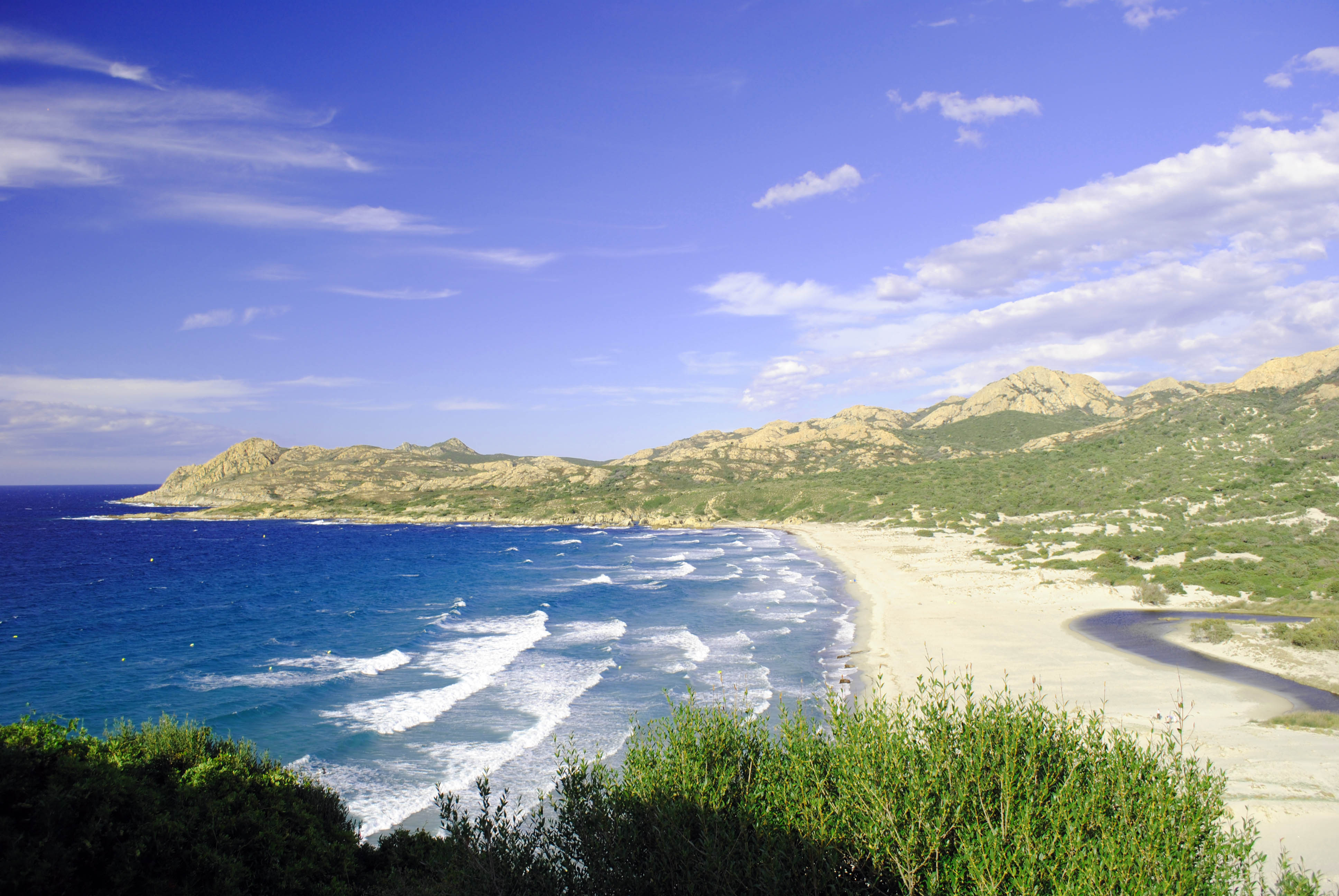
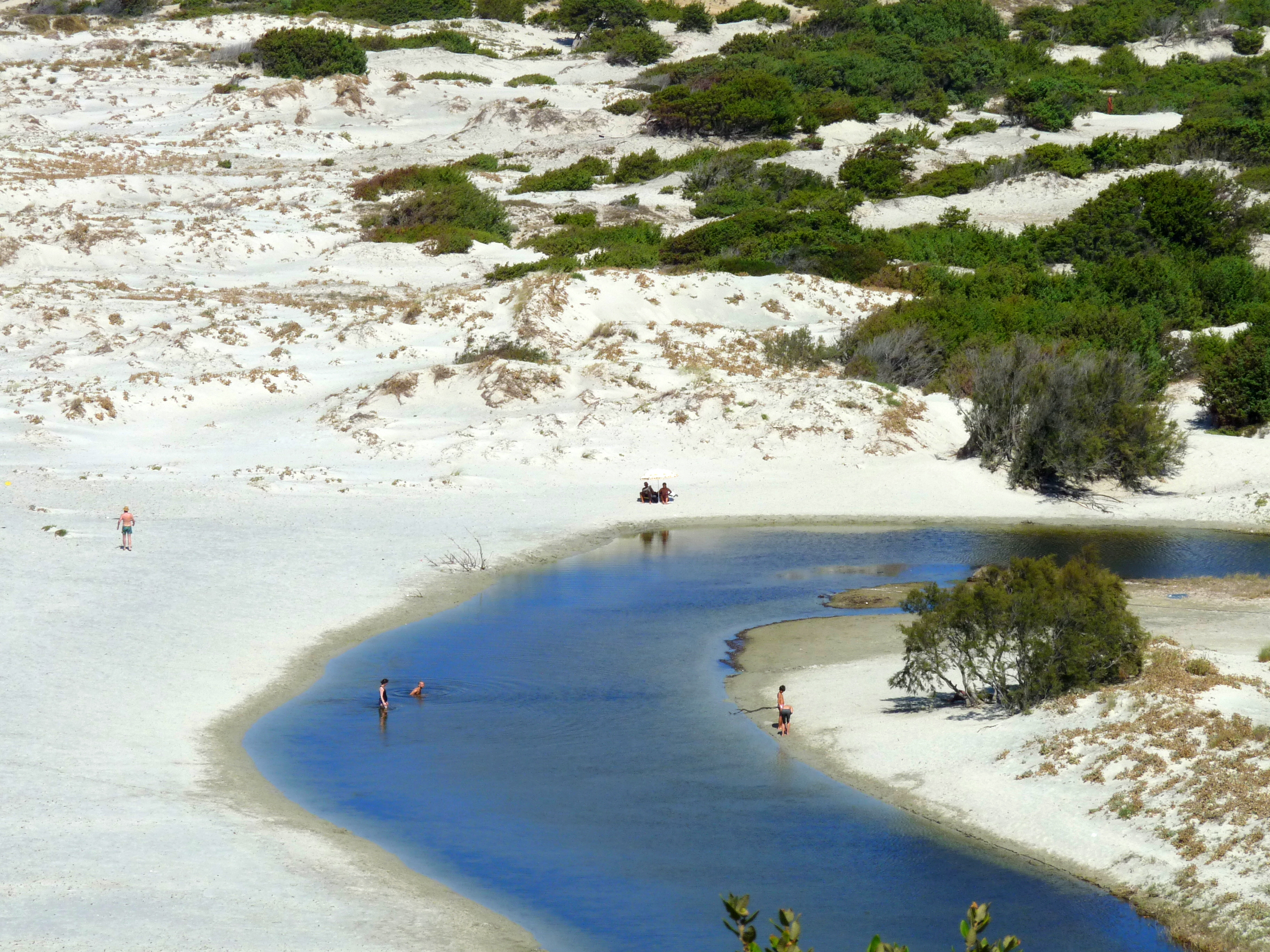
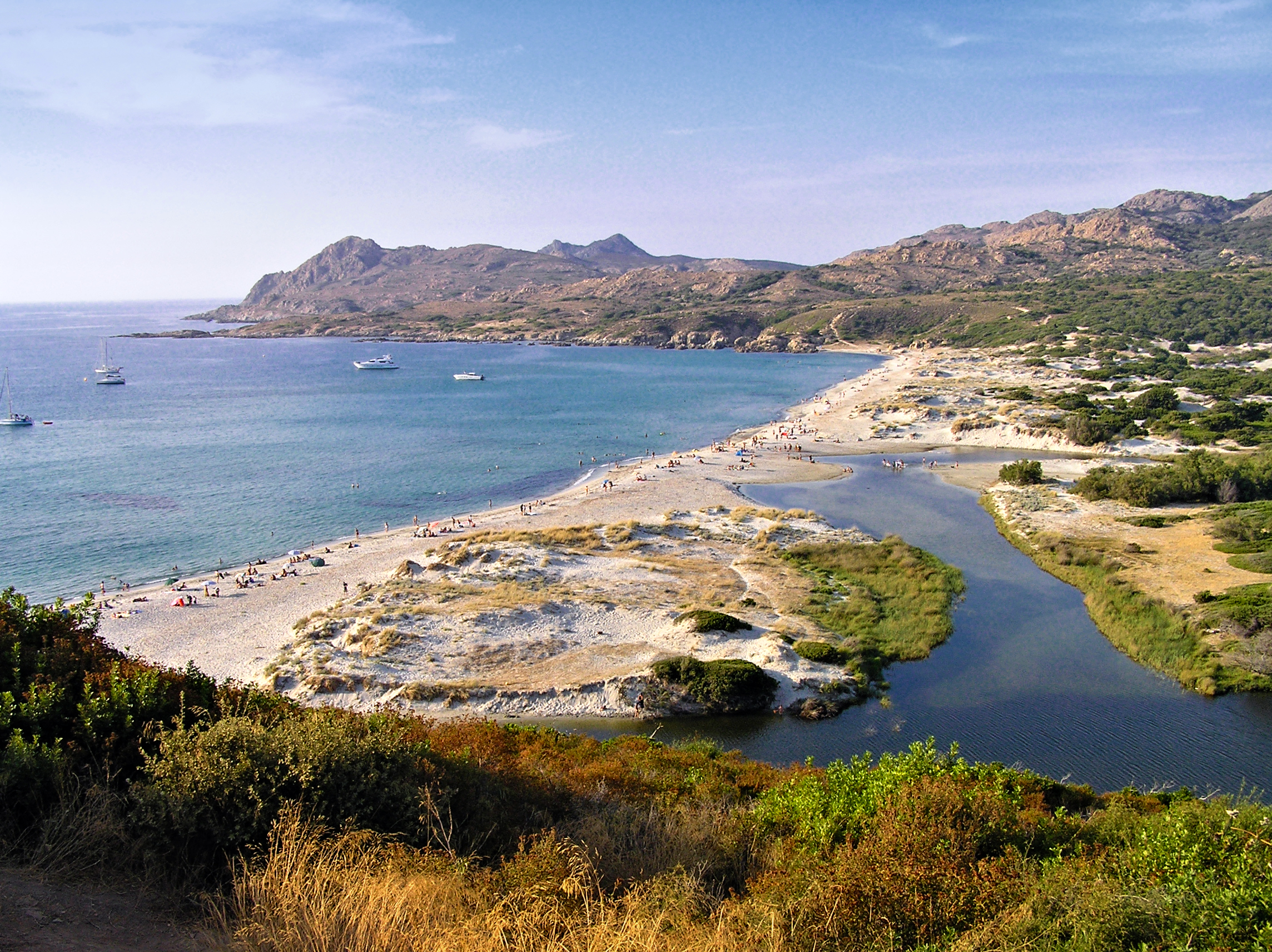
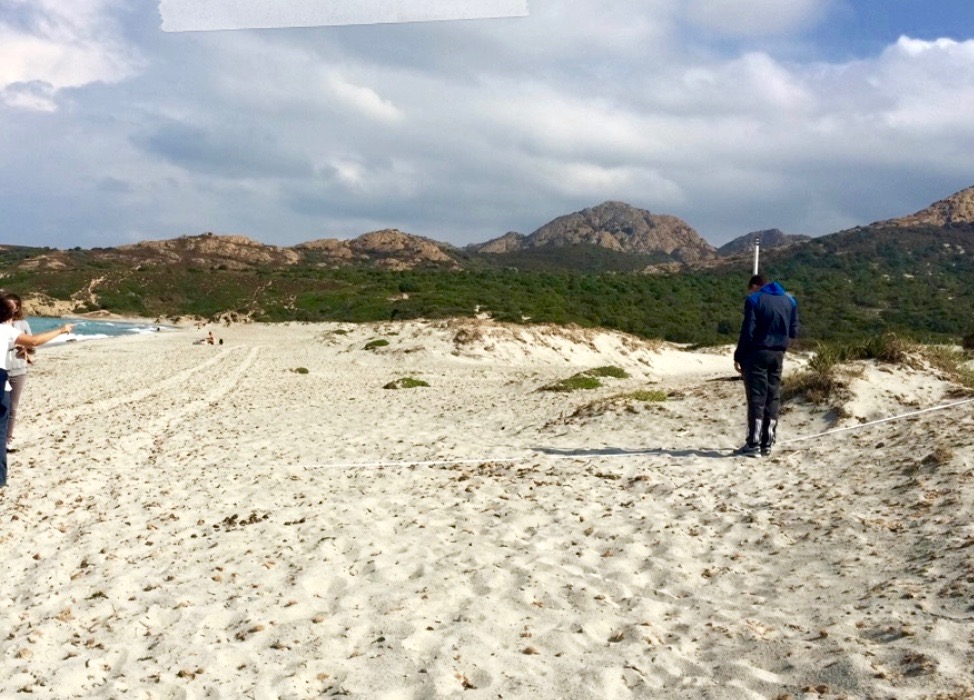